# Jason Tillery
Jason Tillery (...) è un ex giocatore di football americano e allenatore di football americano statunitense, che ha giocato come offensive lineman.
Dopo aver giocato e allenato per la squadra di college dei Marist Red Foxes, ha firmato per i danesi Aarhus Tigers e successivamente per gli Argonautes d'Aix-en-Provence, i Kirchdorf Wildcats, i Dauphins de Nice e i Mousquetaires de Châtenay-Malabry. Dal 2018 ha iniziato ad allenare, inizialmente nei Traun Steelsharks (con i quali ha avuto anche esperienza come capo allenatore), poi nei Cologne Centurions e nei Barcelona Dragons della ELF.